# Fassina (el Palau d'Anglesola)
La Fassina és una obra industrial del Palau d'Anglesola (Pla de l'Estany) inclosa a l'Inventari del Patrimoni Arquitectònic de Catalunya.

## Descripció
Es tracta d'una fassina, edifici que estigué dedicat a la fabricació d'alcohol. L'edifici conté un conjunt de tres cups, situats sota la fassina. Les parets dels cups són de rajola. Estan comunicats per sota, mitjançant un sistema de canonades, les quals donen a un altre cup, més baix i més petit.
Actualment els cups estan comunicats entre si i han estat profusament decorats.